# Anton Nuhn

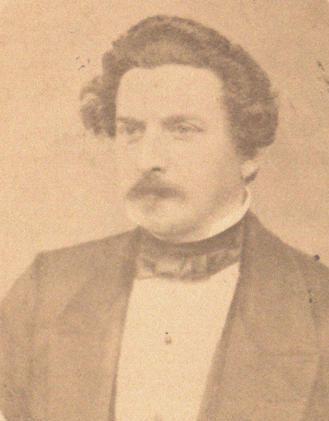
Anton Nuhn

Johann Anton Nuhn (* 21. Juni 1814 in Schriesheim bei Heidelberg; † 27. Juni 1889 in Heidelberg) war ein deutscher Anatom.

## Leben
Anton Nuhn studierte in Heidelberg Medizin. Einer seiner Professoren war Friedrich Tiedemann. 1838 wurde er in Heidelberg promoviert und 1841 Privatdozent der Anatomie. Von 1844 bis 1849 war er Prosektor und danach außerordentlicher Professor an der Anatomischen Anstalt zu Heidelberg. 1872 wurde er Honorarprofessor der Anatomie in Heidelberg. Er war Mitglied der Gesellschaft Deutscher Naturforscher und Ärzte. In Heidelberg war er Mitglied der Freimaurerloge Ruprecht zu den fünf Rosen. Im Jahr 1857/58 und zwischen 1861 und 1863 amtierte er als Meister vom Stuhl.
Nuhn ist Mit-Namensgeber der in der Zungenspitze gelegenen, auch Nuhnsche Drüse genannten, Blandin-Nuhn-Drüse, als deren Entdecker er gilt. Der Processus vaginalis fasciae transversalis ist nach Nuhn als Nuhn-Faszientrichter benannt.

## Werke (Auswahl)
- Lehrbuch der Vergleichenden Anatomie. Carl Winters Universitatsbuchhandlung, Heidelberg 1878.
- Lehrbuch der praktischen Anatomie, als Anleitung zu dem Präpariren im Secirsaale. Enke, Stuttgart 1882.
- Ueber die Verbindung der Sauadern mit den Venen. In: Archiv für Anatomie, Physiologie und wissenschaftliche Medicin, Jg. 1848, S. 173–181.
- Ueber eine bis jetzt noch nicht näher beschriebene Drüse im Innern der Zungenspitze. Bassermann, Mannheim 1845.